# Ectophylla alba
Ectophylla alba também chamado de morcego-branco-das-honduras é um pequeno morcego da família Phyllostomidae e do gênero Ectophylla, sendo a única espécie do gênero.
Possui uma pelagem branca com o focinho e orelhas amarelos, tem entre 3 a 5 cm de comprimento, alimenta-se parcialmente de frutas e é encontrado apenas na América Central, em Honduras, Costa Rica, Nicarágua e no oeste do Panamá. Seu hábitat inclui regiões elevadas com árvores altas a cerca de 800 m acima do nível do mar.
O E. alba constrói sua casa nas folhas de Heliconia,  e a fêmea dá à luz apenas um filhote que aprende a voar com 3 semanas. Eles vivem em pequenos grupos de até 12 indivíduos